# Ángela Tenorio
Ángela Tenorio  (Lago Agrio, 27 de enero de 1996) es una atleta ecuatoriana que a los dieciocho años se convirtió en una representante nacional del atletismo.

## Biografía

### Inicios
Ángela Tenorio, proviene de una familia muy deportista, a los 8 años empezó su carrera en campeonatos colegiales e intercolegiales. Cuando tenía 14 años, en 2010, la Concentración Deportiva de Pichincha la acogió y por medio del entrenador Nelson Gutiérrez tuvo su formación en el atletismo. En 2016, Esta en una base de entrenamiento preparándose para su participación en los Juegos Olímpicos de Río de Janeiro 2016 comienzan el viernes 5 de agosto y terminan el domingo 21 de agosto.
La Deportista nació hace 28 años en el Lago Agrio en Sucumbíos, pero que se formó, hasta los 14 años de edad, estudió en el colegio Segundo Orellana, la empezó a entrenar su hermana Lorena, la hizo practicar y la presentó para el centro educativo y para su provincia. Se formó en Concentración Deportiva de Pichincha, también hace el orgullo a quienes la conocen. Logró la presea de bronce en los 100 m con un cronometraje de 11 segundos, 41 centésimas y la de plata en los 200 m con 23,13s. En enero del 2011, Angela fue aceptada en ese hogar, donde conoció a su novio David Padilla, quien es un luchador nacido en Puerto Rico.

### Carrera
En julio de 2013, ganó la medalla de plata en los 200 m  lisos en el Campeonato Mundial de Menores, realizado en Donetsk, Ucrania, donde tuvo un tiempo de 23.13 segundos. También ganó la medalla de bronce en los 100 m  planos, con un tiempo de 11,41 segundos.
Participó en el Mundial Absoluto de Atletismo en Moscú donde fue eliminada en la primera ronda.
En los Juegos Bolivarianos de Trujillo, Perú, ganó el evento de los 100 m  planos, y obtuvo el tercer lugar en los 200 m lisos.
En febrero de 2014, la Concentración Deportiva de Pichincha la premió como Mejor Deportista del 2013.
En julio de 2014, ganó dos medallas, una de plata en los 100 m y una de bronce de los 200 m , en el Campeonato Mundial Junior de Atletismo de 2014 que se desarrolló en Oregón, Estados Unidos.
En el Campeonato Sudamericano Juvenil 2015, Ángela Tenorio logró la medalla de oro en los 100 m planos con un tiempo de 11.09 segundos de igual forma en el los 200 m  planos con un tiempo de 22.84 se llevó la medalla de oro, además estableció un nuevo récord sudamericano juvenil y consiguió la marca para los Juegos Olímpicos de Río de Janeiro 2016. En el relevo femenino 4 x 100 junto a Lilibelih Estupiñán, Lisbeth Guañuna, Virginia Villalva y Tania Caicedo cronometraron 3.49.92 y alcanzaron la medalla de plata.
En los Juegos Panamericanos de 2015 logró la medalla de plata en los 100 m  planos con un tiempo de 10:99 segundos solo a cuatro centésimas de segundo de la jamaiquina Sherone Simpson que ganó el oro con un tiempo de 10.95 y relegando al tercer lugar a la norteamericana Barbara Pierre que hizo 11.01. Con los 10.99 Tenorio mejoró su marca personal, además rompió el récord sudamericano absoluto.

### Participación en los juegos olímpicos Río 2016
En el día 7 de los Juegos Olímpicos de Río 2016, en la de carrera de 100 metros ella quedó en el lugar 20 con un tiempo de 11.35 segundos junto a Narcisa Landazuri la cual terminó en el puesto 23 con el tiempo de 11.38 segundos y las dos avanzaron a la semifinal. Ya en la semifinal Ángela Tenorio terminó perdiendo en el puesto 20 y con un tiempo de 11.14 segundos. En la carrera de 200 metros femenino ella avanzó a las semifinales con el puesto 24 y con un tiempo de 22.94 segundos. Ya en la semifinal de los 200 metros femenino, ella terminó en el puesto 21 con el tiempo de 22.99 segundos.